# Villa Toscana (Gmunden)

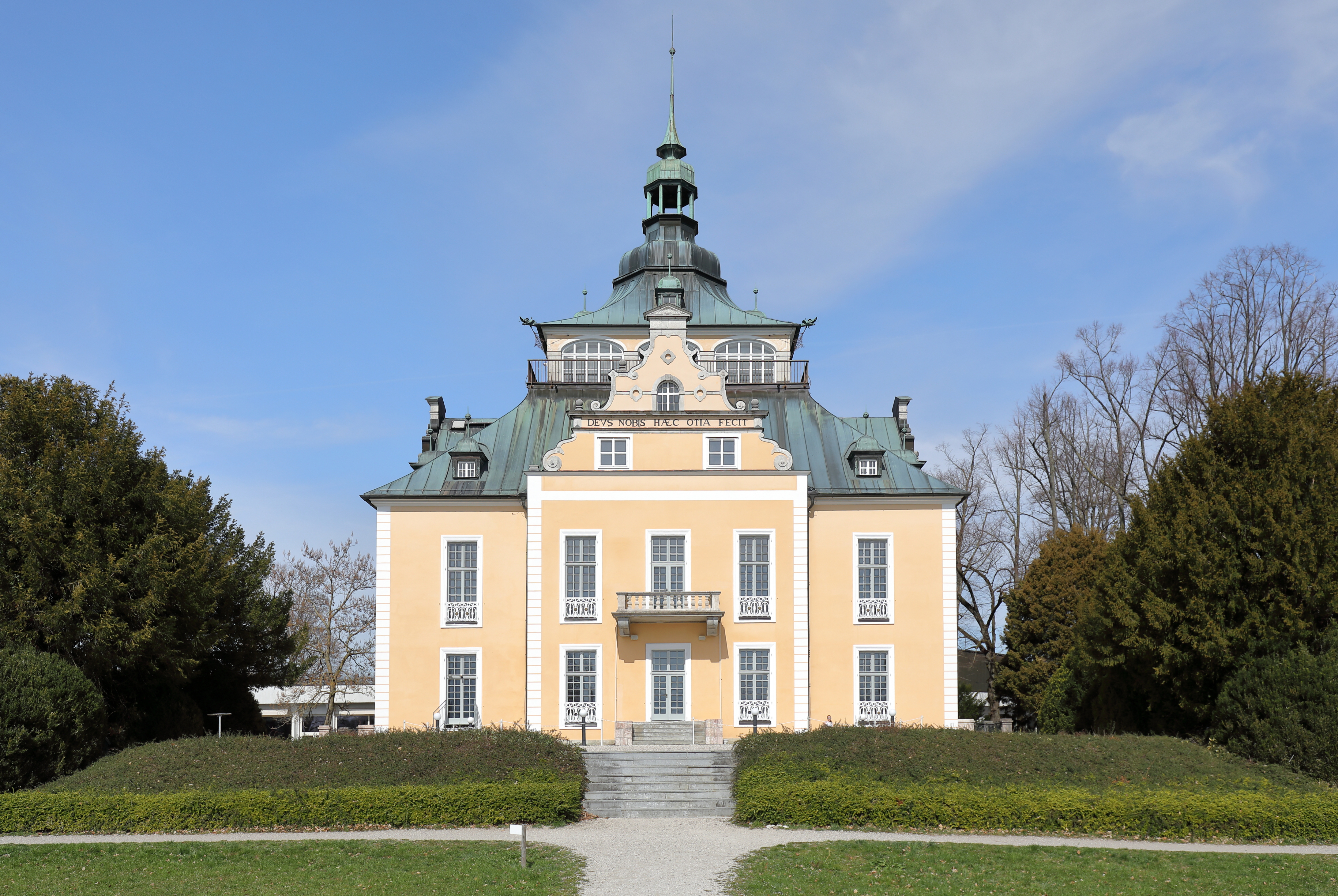
Park und Villa Toscana

Die Villa Toscana im oberösterreichischen Gmunden am Traunsee ist eine im 19. Jahrhundert erbaute Schlossvilla. Sie bildet zusammen mit der Kleinen Villa Toscana und dem Toscanapark ein bedeutendes Bauensemble.
Das Anwesen liegt auf der Halbinsel direkt beim Landschloss Ort und dem heutigen Kongresszentrum Toscana Congress.

## Geschichte
Um Gmunden entwickelte sich schon Mitte des 19. Jahrhunderts eine gehobene Wohngegend und dann Sommerfrische.
1866 verbrachte die habsburgische großherzogliche Familie von Toscana das erste Mal den Sommer am Traunsee, und stieg in Altmünster ab, 1868 dürften sie im Haus des k.k. Ingenieur-Hauptmann Freiherrn Christoph von Pittel (die heutige Kleine Villa) gewohnt haben. In diesem Jahr begannen Leopold II. von Österreich-Toskana († 1870), der 1859 als Großherzog der Toskana abgedankt und Florenz verlassen hatte, und seine Gattin, Maria Antonie von Neapel-Sizilien, und die zu der Zeit im böhmischen Schloss Brandýs nad Labem wohnten, Gründe auf der Halbinsel aufzukaufen. Im Laufe der 1870er errichtet die Familie dann hier einen Sommersitz.

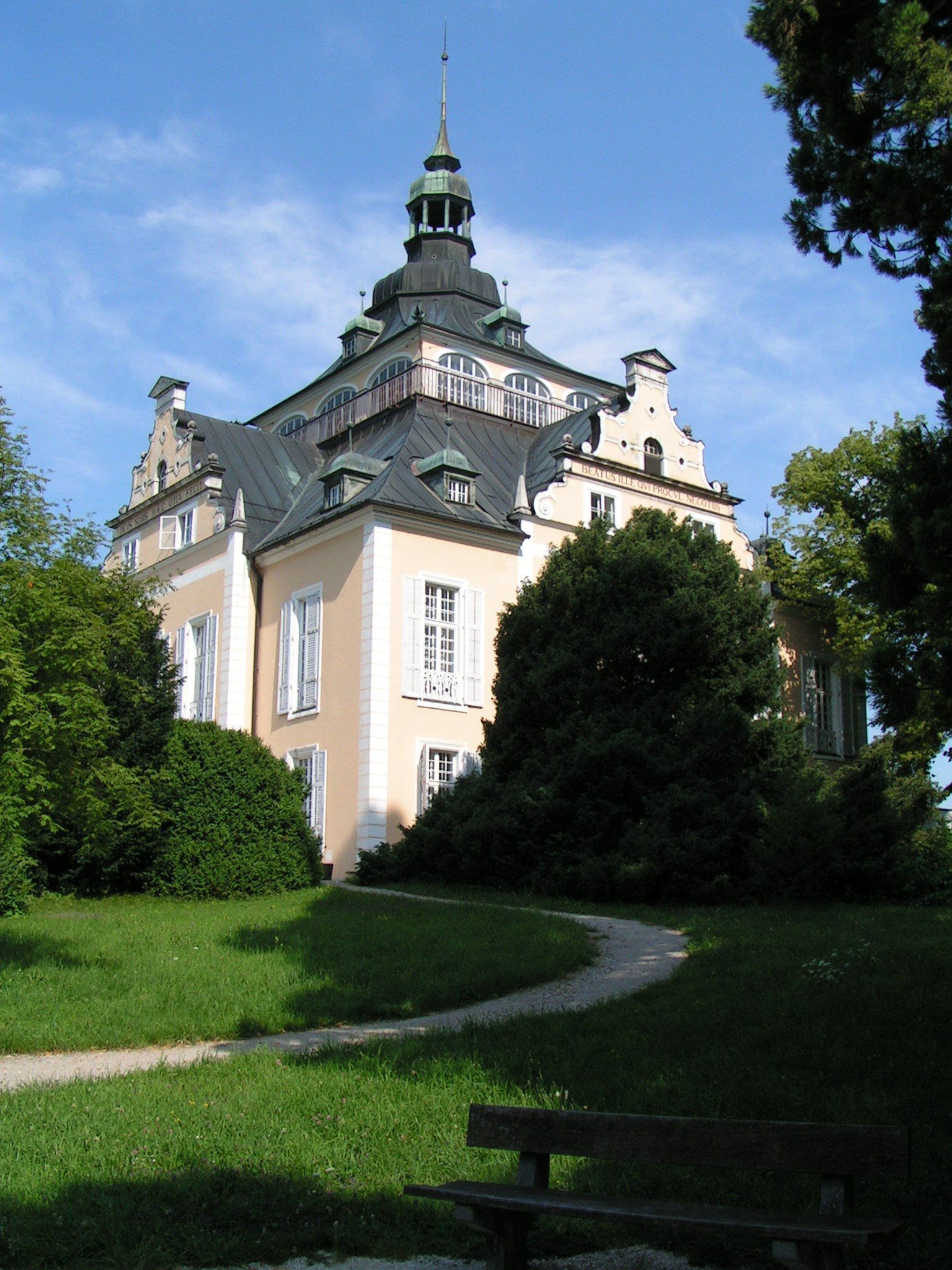
Villa Toscana

1912 bzw. 1913 kauft die Tochter des Unternehmers Karl Wittgenstein, Margaret Anna Maria Stonborough-Wittgenstein, nach dessen Tod die Schlossvilla und das riesige Gelände. Sie war seit 1904 mit dem amerikanischen Chemiker Jerome Stonborough verheiratet. Beide zogen als US-Amerikaner 1917 nach Amerika. Nach dem Ersten Weltkrieg ließen sie die Villa durch den Architekten Rudolf Perco umbauen. 1933 verübte Jerome Stonborough in Gmunden Suizid. 1958 starb auch sie. 1975 verkauften die Erben die Schlossvilla und große Teile des Geländes an die Republik Österreich und zogen in die Kleine Villa Toscana um. 1994 wurde auch diese Immobilie an die Stadt Gmunden verkauft, die später zu einem architektonisch umstrittenen Kongresscenter erweitert wurde, wobei Gartenfront sowie Ostflügel der Villa erhalten blieben.

## Villa Toscana
Das Gebäude wurde zwischen 1870 und 1877 inmitten des großen Parks als Prinzendomizil der verwitweten Großherzogin der Toskana Maria Antonie von Neapel-Sizilien errichtet. Der eigentliche Bauplaner war das jüngste ihrer zehn Kinder, Johann Salvator.
Die Villa ist in antik-griechischem Stile eines historistischen Post-Klassizismus ausgeführt.
Heute wird sie von Toscana Congress als Location für Seminare und andere Veranstaltungen verwendet.

## Kleine Villa Toscana

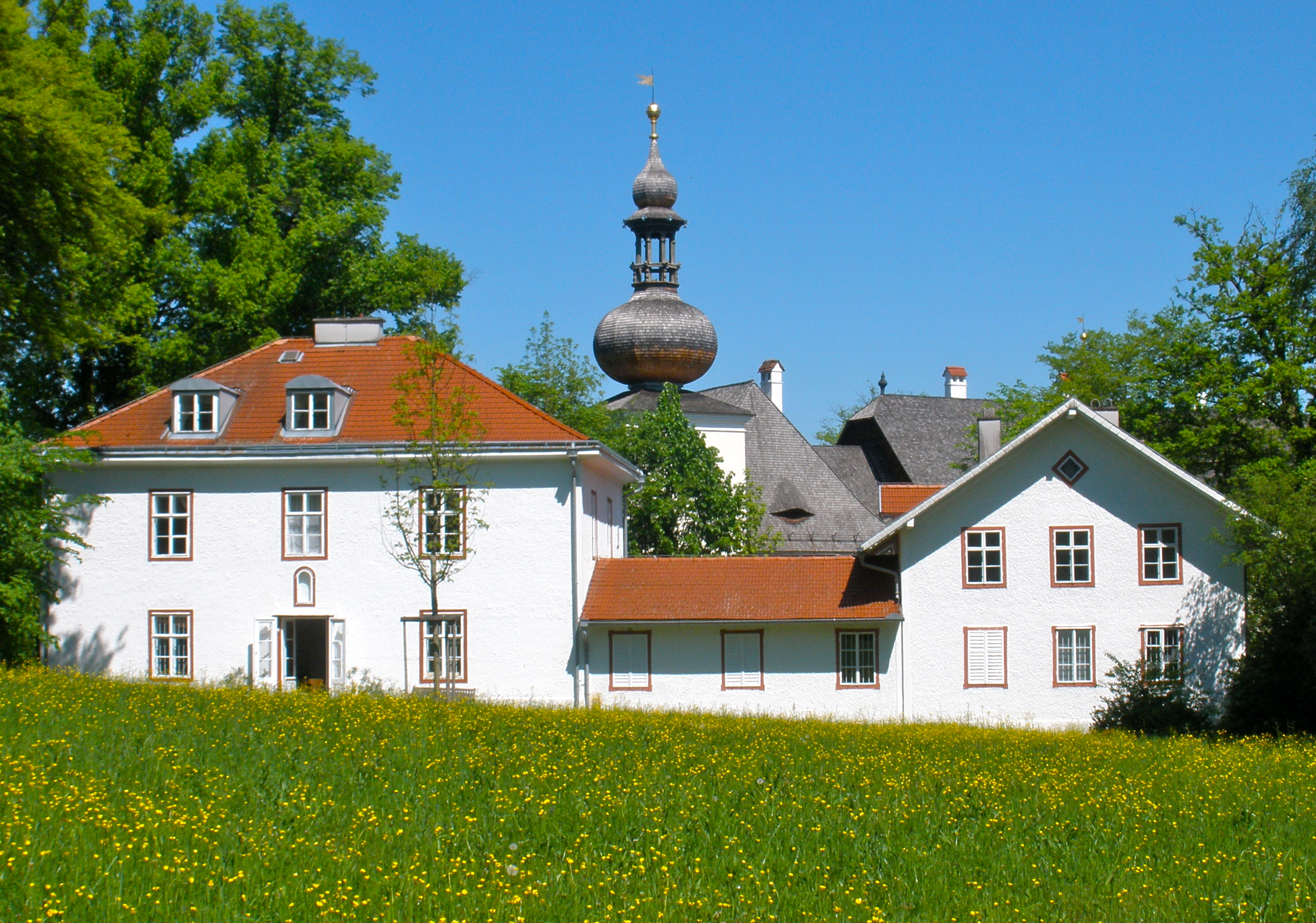
Kleine Villa Toscana (hinten der Turm des Landschlosses Orth)

Das zweigeschoßige biedermeierliche Gebäude wurde 1849 durch Christoph von Pittel errichtet, und 1870 nach seinem Tod von der Familie Habsburg-Toscana gekauft.
Es sind zwei durch einen ebenerdigen Mitteltrakt verbundene schlichte Häuser.
2001 wurde die Kleine Villa restauriert. Die Farbgebung mit weißen Flächen und roten Fensterfaschen entspricht dem Originalzustand.
Hier war von 2001 bis Dezember 2014 das Thomas-Bernhard-Archiv eingerichtet, das zur Digitalisierung des Nachlasses nach Wien übersiedelte, und danach in Thomas Bernhards ehemaliger Wohnung in Gmunden untergebracht wurde.

## Toscanapark

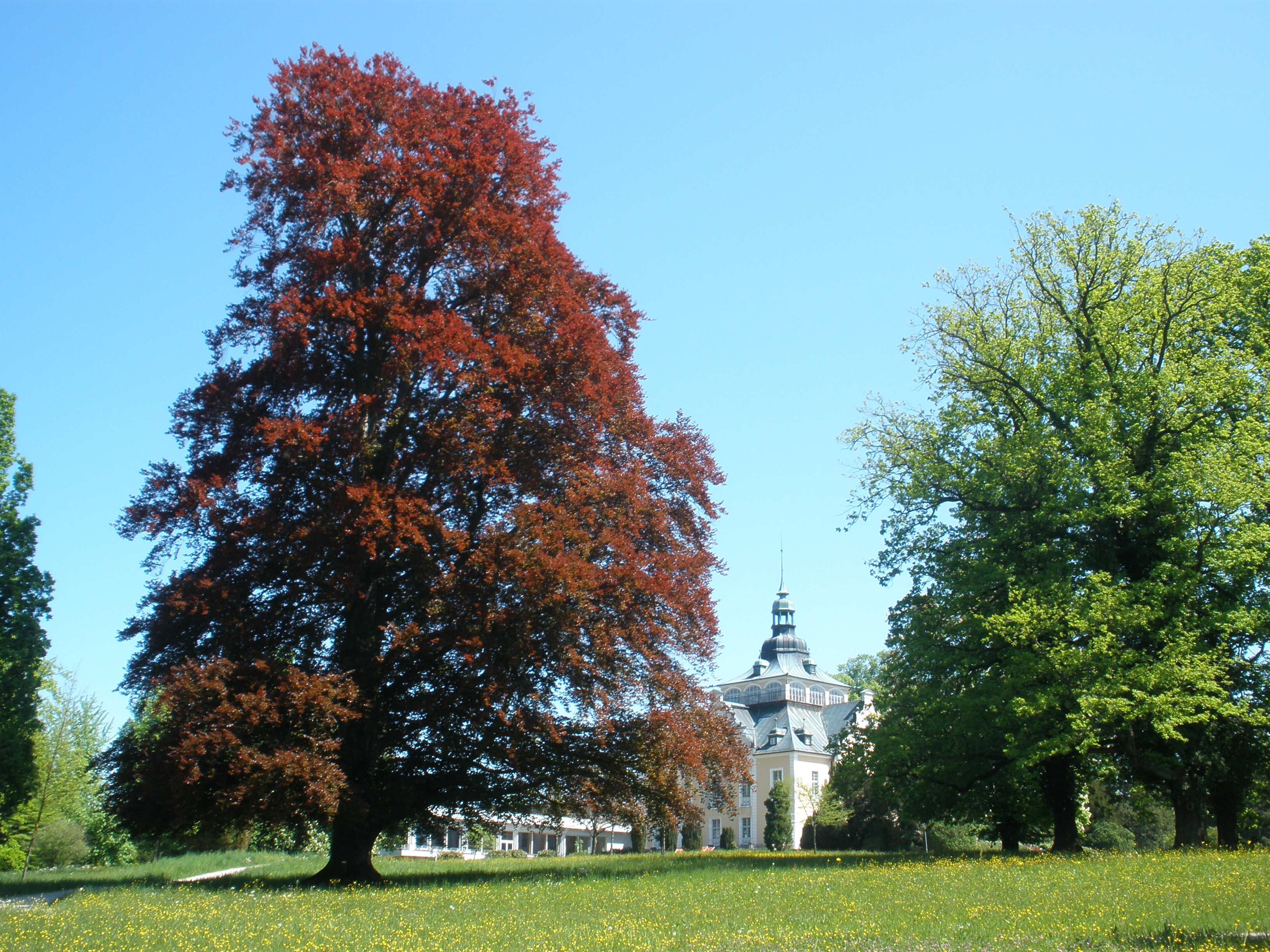
Toscanapark

Der recht formal gestaltete 88.000 m² große Landschaftsgarten zeichnet sich besonders durch einen schönen Altbestand an Bäumen aus.
1999 fand im Park der Villa Toscana eine oberösterreichische Landesgartenschau statt.
Seit 1. Jänner 2000 steht die Parkanlage im landschaftlichen Stil des späten 19./frühen 20. Jahrhunderts durch das novellierte Bundesdenkmalgesetz unter Schutz, da sie zu den bedeutendsten historischen Parks in Österreich zählt (Nr. 25. im Anhang zu § 1 Abs. 12 DMSG). Zuvor wurde auf einem Teilstück das Kongresszentrum errichtet und war ein umstrittenes Hotelprojekt in Planung.